# اندیس آنومالی لنگرود (چشتل سرا)
آنومالی لنگرود (چشتل سرا) یک اندیس فلزی است که در حوالی شهر لنگرود استان گیلان قرار دارد و مادهٔ معدنی موجود در آن، طلا است.  در این اندیس، پاراژنز‌های طلا، باریت، گالن، ارسنیک، نقره و کاسیتریت یافت می‌شوند.